# Condado de Silver Bow
El condado de Silver Bow (en inglés: Silver Bow County), fundado en 1881, es uno de los 56 condados del estado estadounidense de Montana. En el año 2000 tenía una población de 34.606 habitantes con una densidad poblacional de 19 personas por km². La sede del condado es Butte.

## Geografía
Según la Oficina del Censo, el condado tiene un área total de 1862 km² (718,9 mi²), de la cual 1860 km² (718,1 mi²) es tierra y 3 km² (1,2 mi²) (0,09%) es agua.

### Condados adyacentes
- Condado de Deer Lodge - noroeste
- Condado de Jefferson - este
- Condado de Madison - sur
- Condado de Beaverhead - suroeste

### Carreteras
- Interestatal 15
- Interestatal 90
- Interstate 115
- U.S. Highway 91
- Carretera Estatal de Montana 2
- Carretera Estatal de Montana 41
- Carretera Estatal de Montana 43
- Carretera Estatal de Montana 55

## Demografía
En el 2000 la renta per cápita promedia del condado era de $30 402, y el ingreso promedio para una familia era de $40 018. En 2000 los hombres tenían un ingreso per cápita de $31 295 versus $21 610 para las mujeres. El ingreso per cápita para el condado era de $17 009. Alrededor del 14,90% de la población estaba bajo el umbral de pobreza nacional.

## Comunidades
- Butte
- Walkerville
- Melrose
- Ramsay
- Rocker
- Silver Bow